# Andreas Schnieders
Andreas „Drago“ Schnieders (* 22. Dezember 1966 in Lastrup; † 6. Oktober 2022 in Lingen (Ems)) war ein deutscher Boxer.

## Privates
Andreas Schnieders war der Sohn einer Krankenschwester und eines LKW-Fahrers.
Nach der Schule absolvierte er zunächst eine Ausbildung zum Kfz-Mechaniker. Bei der Bundeswehr war er Mitglied der Sportförderkompanie.
Nach Mitteilung der Polizei Emsland endete sein Leben durch Suizid.

## Karriere
Der 2,04 Meter große und 108 kg schwere Andreas Schnieders galt jahrelang als größte deutsche Hoffnung im Amateurboxen. Angefangen mit dem Boxtraining hatte „Drago“ Schnieders in Haselünne im November 1981. Seinen ersten Boxkampf bestritt er im Oktober 1982. Er war von 1987 bis 1992 sechs Mal in Folge deutscher Meister im Superschwergewicht und nahm an den Olympischen Spielen 1988 in Seoul teil, wo er dem Polen Janusz Zarenkiewicz unterlag. 1991 gewann Schnieders bei den Europameisterschaften in Göteborg die Silbermedaille. Im Halbfinale hatte er sich zuvor gegen den Dänen Brian Nielsen durchgesetzt.
Im Februar 1992 unterlag Schnieders in einem Bundesligakampf dem Frankfurter Willi Fischer; erstmals in seiner Laufbahn wurde er dabei von einem Gegner ausgeknockt. Entsprechend den Regeln des DABV (Deutscher Amateur-Box-Verband) folgte eine vierwöchige Sperre. Bei der damit verbundenen neurologischen Untersuchung wurden in Schnieders Hirnhaut drei Zysten entdeckt, woraufhin der DABV ihn lebenslang sperrte. Schnieder konnte jedoch eine Aufhebung der Sperre erwirken, da es keine ärztlichen Bedenken gegen eine Fortsetzung seiner Karriere gab.
Er erhielt eine Nominierung für die Olympischen Spiele 1992 in Barcelona, doch nach einer weiteren K.-o.-Niederlage gegen den Kroaten Željko Mavrović (und einer daraus resultierenden erneuten Sperre) wurde ihm die Teilnahme verweigert. Schnieders konnte die sportlichen Niederlagen psychisch nicht verkraften und schien kurz vor dem Karriereende. Der erneute Gewinn des Meistertitels ließ die Kritiker kurzzeitig verstummen, doch bereits bei den beiden nächsten Kämpfen folgten schwere Niederlagen: gegen den Bulgaren Swilen Rusinow wurde Schnieders dreimal angezählt, gegen den Litauer Gitas Juskevicius gab er vorzeitig auf. Bereits im Vorfeld des Kampfes gegen den Litauer waren bei Schnieders psychische Probleme offen zu Tage getreten, in der Folge entwickelte er z. T. starke Psychosen. Sein Bundesligaklub, der Boxring Berlin, sah sich daher veranlasst, ihn von weiteren Kämpfen auszuschließen.
Anfang 1993 wechselte Schnieders zur Bundesligastaffel von Bayer 04 Leverkusen. Doch auch bei seinem neuen Verein konnte er nicht an seine alten Erfolge anknüpfen. Nach weiteren Niederlagen beendete er 1994 seine Karriere. Seinen letzten Kampf bestritt er im Oktober 1994 gegen René Monse und verlor nach Punkten.
Andreas Schnieders bestritt 158 Kämpfe, von denen er 130 gewann.

### Nach dem Boxen
Andreas Schnieders lebte mit seiner Frau und seinen zwei Kindern in Lingen (Ems), wo er hauptberuflich im Werkschutz eines Kernkraftwerks tätig war. Er trainierte in seiner Freizeit den Boxnachwuchs in Haselünne. „Wenn ich heute zurückblicke, bin ich schon zufrieden mit meiner Karriere. Leider musste ich dann aus orthopädischen Gründen meine Laufbahn beenden und konnte nicht mehr in das Profigeschäft überwechseln“, berichtete Schnieders. „Man hatte mir damals nachgesagt, ich wäre krank, aber das stimmte nicht. Mir fehlte es einfach auch an Nervenstärke, um das alles wegzustecken. Der Mediendruck war einfach zu groß. Ich hatte mich damals zudem verstärkt um meine berufliche Ausbildung gekümmert und konnte mich nicht mehr so auf das Boxen konzentrieren“, blickte Schnieders zurück.

### Rufname
Den Spitznamen „Drago“ bekam er in Anlehnung an den von Dolph Lundgren gespielten sowjetischen Boxer im Film Rocky IV verpasst, da er vom Aussehen her an diesen erinnerte.